# Liste des évêques de Lac Charles
Liste des évêques de Lac Charles (Dioecesis Lacus Carolini).
Le diocèse de Lac Charles est érigé le 29 janvier 1980, par détachement de celui de Lafayette.

## Sont évêques
- 29 janvier 1980-12 décembre 2000 : Jude Speyrer
- 12 décembre 2000-15 mars 2005 : Edward Braxton (Edward Kenneth Braxton)
- 15 mars 2005-6 mars 2007 : siège vacant
- depuis le 6 mars 2007 : Glen Provost (Glen John Provost)

## Sources
- L'Annuaire pontifical, sur le site http://www.catholic-hierarchy.org, à la page